# Stanowisko PZ-39

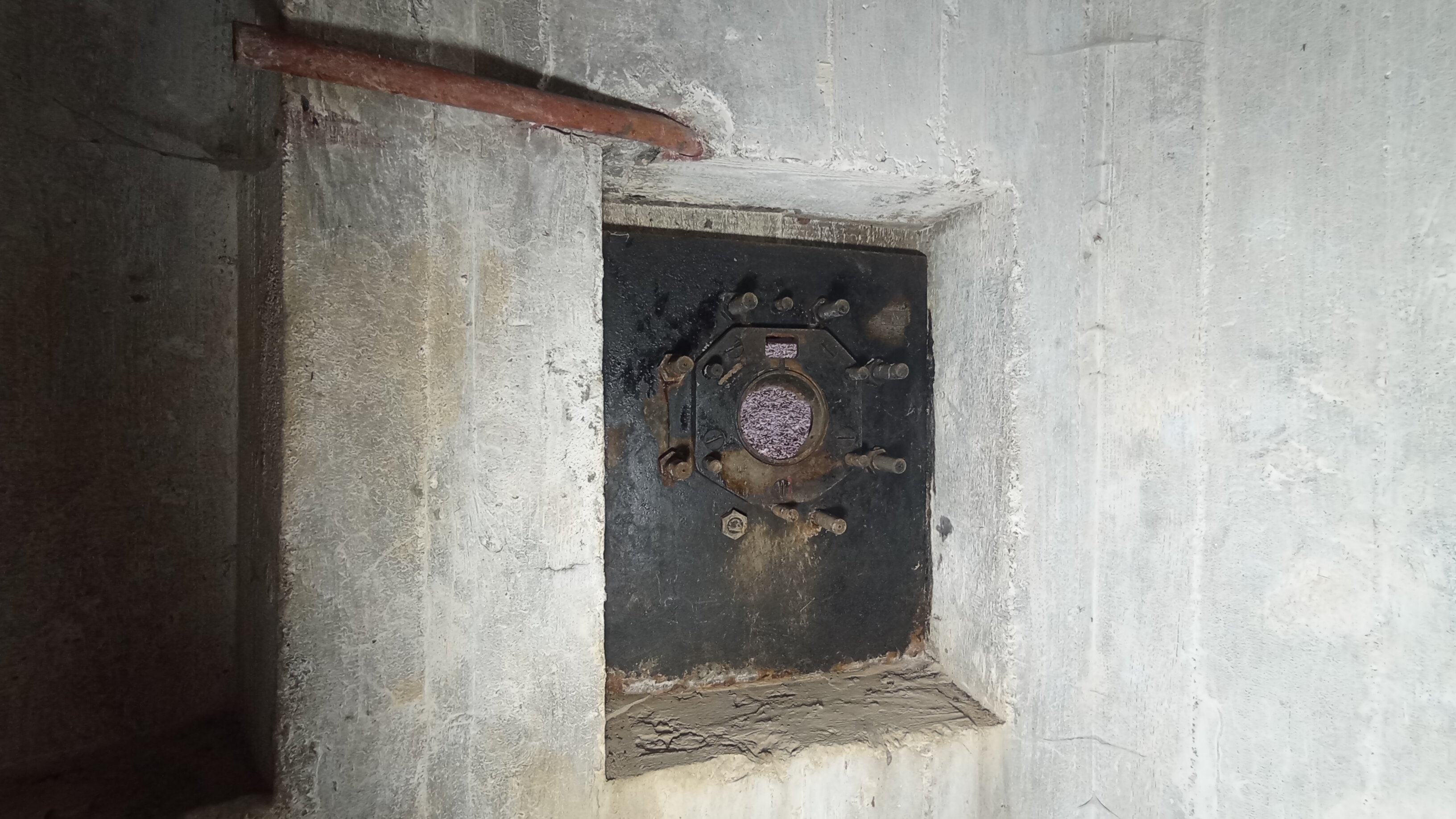
Widok wewnętrzny pancerza stanowiska PZ-39

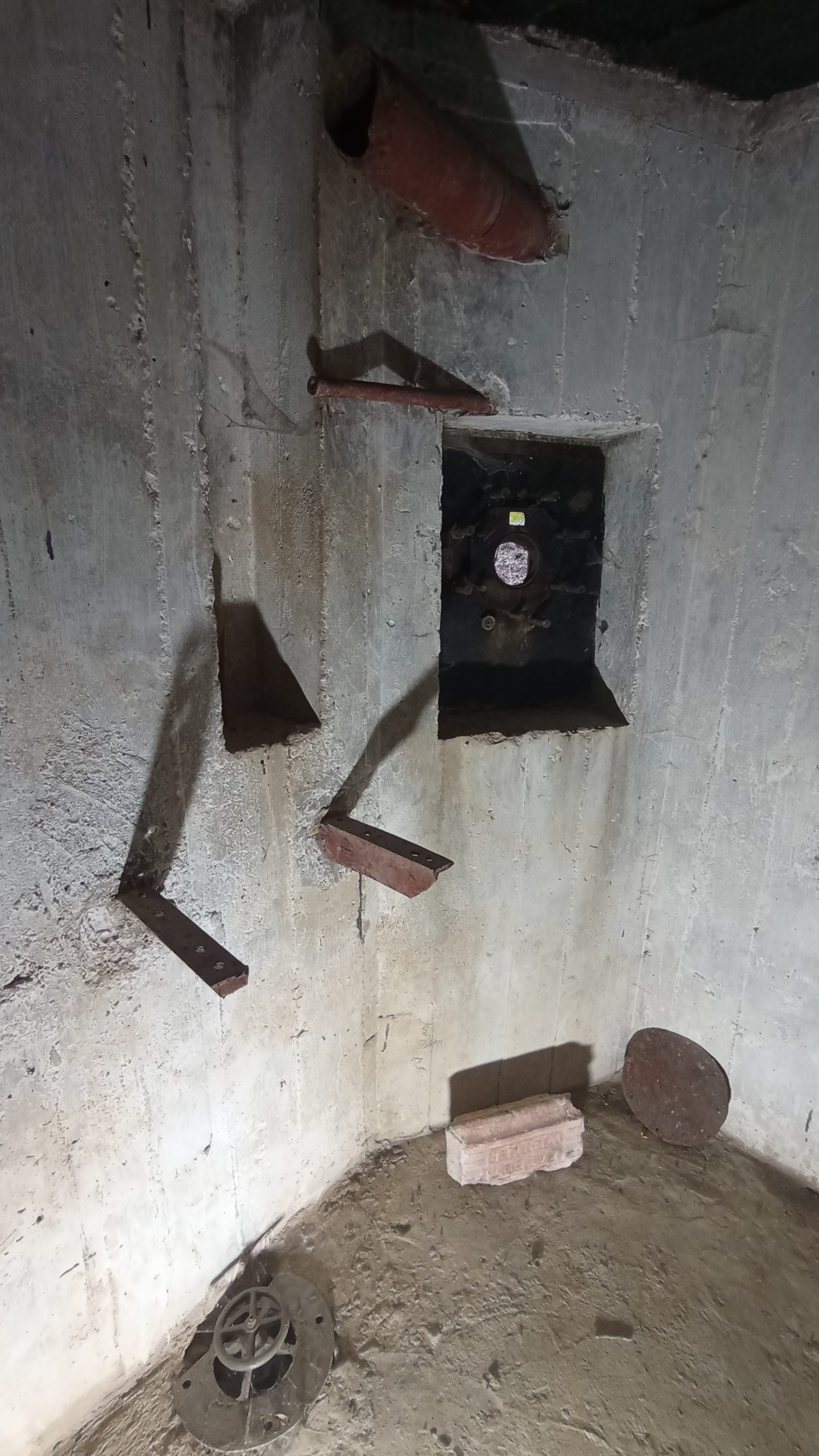
Izba bojowa schronu OPPK z pancerzem stanowiska PZ-39

Stanowisko PZ-39 (ros. Пулеметная казематная установка ПЗ-39) – radzieckie forteczne stanowisko ręcznego karabinu maszynowego z przełomu lat 30. i 40. XX wieku, skonstruowane na potrzeby budowanych w tym czasie umocnień, w tym na nowej zachodniej granicy państwowej (tzw. Linii Mołotowa). Składało się z karabinu maszynowego DT wz. 1929 kalibru 7,62 mm, zamontowanego w jarzmie kulistym i osadzonego w gazoszczelnym pancerzu. Stanowisko PZ-39 było pomocniczym uzbrojeniem służącym głównie do obrony wejścia i zapola schronów artyleryjskich, przeciwpancernych i broni maszynowej do prowadzenia ognia czołowego i bocznego, zbudowanych na Linii Mołotowa.

## Historia i użycie

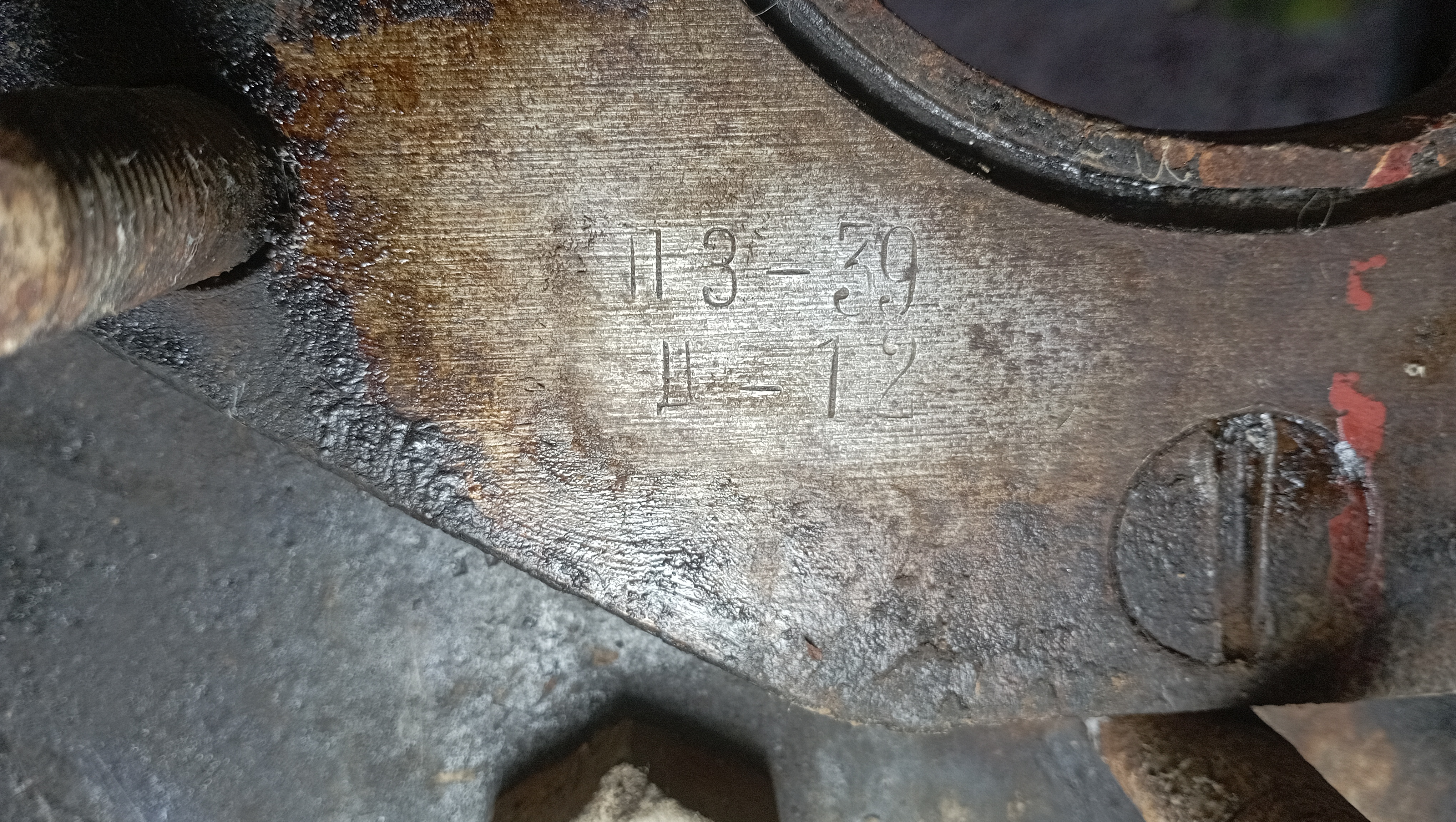
Sygnatura pancerza

Niektóre budowane na początku lat 40. stałe obiekty obronne na nowej zachodniej granicy państwowej, tzw. Linii Mołotowa, zostały wyposażone w nowe pancerne stanowiska obrony bliskiej wejścia i zapola, przeznaczone dla karabinu maszynowego. Stanowiska obrony bliskiej o nazwie PZ-39 (ros. Пулеметная казематная установка ПЗ-39)  otrzymały głównie duże, wieloizbowe schrony: półkaponiery artyleryjskie do ognia bocznego APK (ros. артиллерийский полукапонир), artyleryjskie schrony do ognia czołowego ADOT (ros. артиллерийская долговременная огневая точка), schrony przeciwpancerne i broni maszynowej do prowadzenia ognia czołowego OPDOT (ros. орудийно-пулемётная долговременная огневая точка), schrony broni maszynowej do prowadzenia ognia czołowego PDOT (ros. пулемётная долговременная огневая точка), schrony przeciwpancerne i broni maszynowej do prowadzenia ognia bocznego – półkaponiery OPPK (ros. орудийно-пулеметный поукапонир) oraz schrony broni maszynowej do ognia bocznego - półkaponiery PPK (ros. пулемётный поукапонир). W niektórych schronach (np. Punktu Oporu Komosewo 66 Osowieckiego Rejonu Umocnionego) PZ-39 nie był montowany jako stanowisko obrony wejścia i zapola, a jako uzupełnienie sektorów ognia broni głównej.

## Opis konstrukcji
W stanowisku zastosowano chłodzony powietrzem czołgowy karabin maszynowy DT wz. 1929 kalibru 7,62 mm, będący modyfikacją ręcznego karabinu maszynowego DP wz. 1927, ze względu na jego niewielkie wymiary. Broń osadzona była w jarzmie kulistym o grubości 65 mm, zamontowanym w płycie pancernej o grubości 30 mm umieszczonej w wewnętrznej niszy ambrazury schronu. Płyta przykręcona była śrubami do zewnętrznej części stanowiska pancernego, zakotwiczonej i zabetonowanej w strzelnicy. Mocowanie broni w jarzmie odbywało się przy pomocy dźwigni uchwytu; możliwe było zablokowanie km w żądanym położeniu przy użyciu klucza imbusowego . Regulację docisku jarzma kulistego odbywała się poprzez umieszczone na dole jarzma pokrętło . Obserwacja i celowanie odbywały się za pomocą celownika przeziernikowego poprzez wykonany w tarczy dociskowej jarzma wziernik, osłonięty szkłem pancernym. Gdy karabin maszynowy nie był zamocowany w jarzmie, otwór na lufę zamykany był płytą pancerną o grubości 25 mm.
Standardowo sektor ostrzału sięgał 60° (30° w prawo i 30° w lewo), choć w zależności od położenia schronu i ukształtowania terenu mógł mieć wielkość 36°, co przekładało się na możliwość rażenia celów położonych od zaledwie kilku do kilkuset metrów od stanowiska . Skuteczny zasięg ognia wynosił około 1500 metrów . Szybkostrzelność teoretyczna km wynosiła 600 strz./min, a praktyczna około 100 strz./min. Wykorzystywano standardową amunicję Mosin 7,62 x 54 R, przechowywaną w magazynkach talerzowych mieszczących 63 naboje. Najczęściej stosowano naboje z pociskami lekkimi (L) oraz ciężkimi (D). Łuski trafiały do wykonanego z brezentu worka podwieszanego pod komorą zamkową. Gazy prochowe odprowadzane były przez rurę do wentylatora .
Obsługa stanowiska składała się z jednej lub dwóch osób: strzelca i ewentualnie amunicyjnego . Doświadczenia wojsk niemieckich dowiodły, że do unieszkodliwienia stanowiska PZ-39 potrzebny był ładunek skupiony o masie 1 kg.